# Пелікан (Лович)
Спортивний клуб «Пелікан» Лович (пол. Klub Sportowy Pelikan Łowicz) — польський футбольний клуб з Ловича, заснований у 1945 році. Виступає у Третій лізі. Домашні матчі приймає на Міському стадіоні, місткістю 2 100 глядачів.

## Відомі вихованці
- Мацей Рибус — гравець збірної Польщі.